# Decreto do Presidente da Rússia

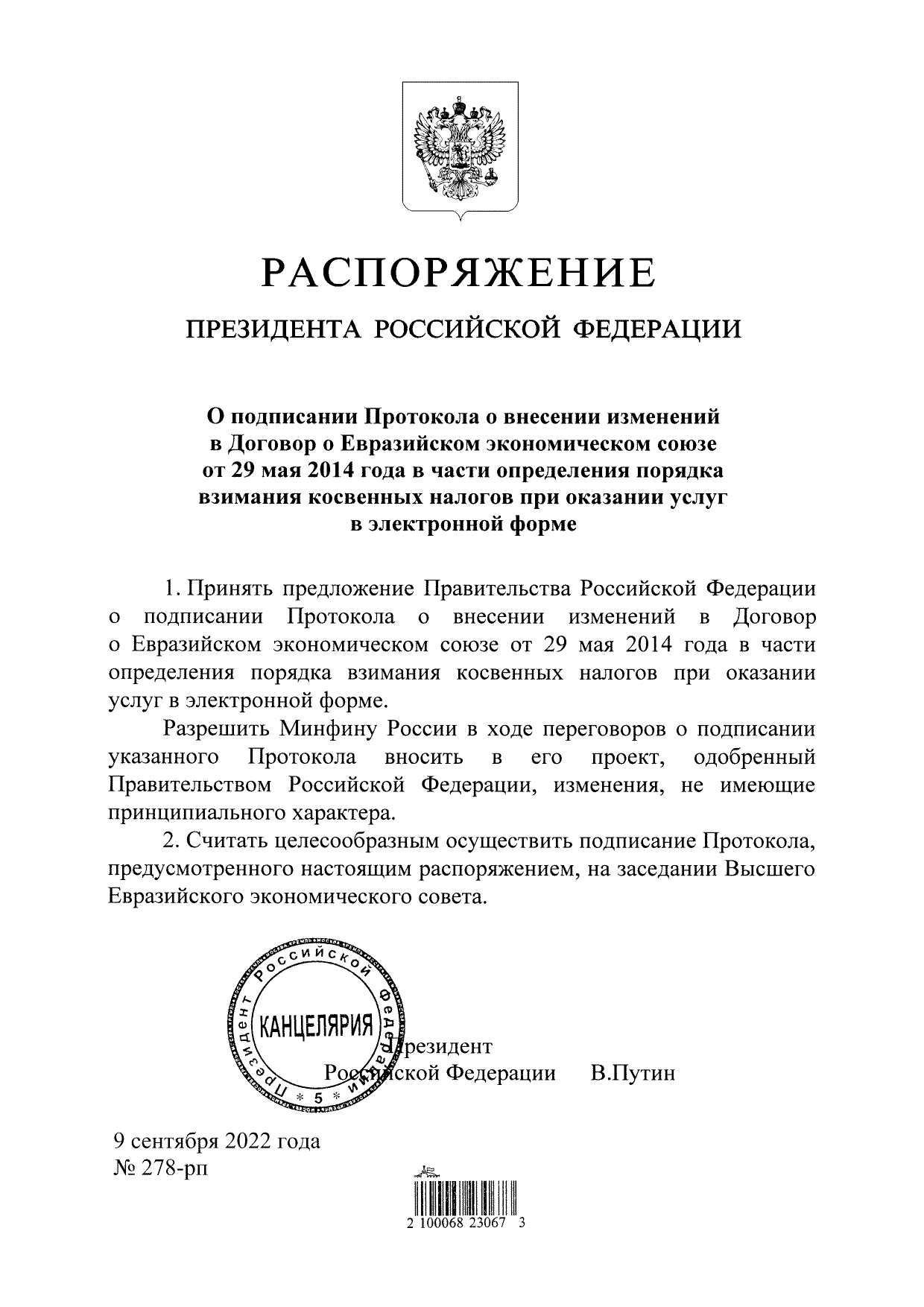

Um Decreto do Presidente da Federação Russa (em russo: Указ Президента Российской Федерации; Ukaz Prezidenta Rossiyskoy Federatsii) ou Ordem Executiva (Decreto) do Presidente da Rússia  é um ato legal (ukase) com o status de um estatuto feito pelo Presidente da Rússia.
Como atos jurídicos normativos, os decretos presidenciais têm o status de estatutos na hierarquia dos atos jurídicos, juntamente com os decretos do Governo da Federação Russa e as instruções e orientações de outros funcionários. Os decretos presidenciais não podem modificar leis existentes de hierarquia superior como a Constituição da Rússia, as Leis Constitucionais Federais, as Leis Federais e as leis das regiões russas. Até o referendo constitucional russo de 2020, os acordos internacionais da Rússia também tinham precedência sobre os decretos presidenciais. No entanto, após o referendo, esses acordos passaram a ter hierarquia inferior, podendo ser superados por decretos presidenciais ou qualquer outra lei ou obrigação estatal russa.

## História
Em 1992 e 1993, um conflito constante entre o presidente Boris Yeltsin e o parlamento russo ficou conhecido como a "guerra de leis", quando decretos presidenciais emitidos por Yeltsin eram anulados por leis separadas aprovadas pelo parlamento. O conflito atingiu seu auge em outubro de 1993, quando Yeltsin ordenou o bombardeio do prédio do parlamento. Após o referendo de 1993, que resultou na promulgação de uma nova constituição, muitos decretos passaram a ser emitidos por Yeltsin, um processo que foi diminuindo à medida que o vácuo legislativo era preenchido com a promulgação de novas leis, limitando, assim, o escopo da discricionariedade presidencial.

## Links externos
- (em russo) Atos do Presidente da Rússia
  - Arquivo de decretos anteriores a 1 de maio de 2010)
- (em russo) Preparação e execução de projetos, atos do Presidente da Federação Russa (russo)